# Merophysia carmelitana
Merophysia carmelitana é uma espécie de insetos coleópteros polífagos pertencente à família Endomychidae.
A autoridade científica da espécie é Saulcy, tendo sido descrita no ano de 1861.
Trata-se de uma espécie presente no território português.